# 대한민국 형사소송법 제266조
대한민국 형사소송법 제266조는 공소장부본의 송달에 대한 형사소송법의 조문이다.

## 조문
제266조(공소장부본의 송달)법원은 공소의 제기가 있는 때에는 지체없이 공소장의 부본을 피고인 또는 변호인에게 송달하여야 한다. 단, 제1회 공판기일 전 5일까지 송달하여야 한다.

第266條(公訴狀副本의 送達)法院은 公訴의 提起가 있는 때에는 遲滯없이 公訴狀의 副本을 被告人 또는 辯護人에게 送達하여야 한다. 但, 第1回 公判期日 前 5日까지 送達하여야 한다.

## 참고 문헌
- 손동권 신이철, 새로운 형사소송법(초판, 2013), 세창, 2013. ISBN 9788984114081